# Toni Frissell
Antoinette Frissell Bacon, más conocida como Toni Frissell (Manhattan, 10 de marzo de 1907–St. James, Nueva York, 17 de abril de 1988) fue una fotógrafa estadounidense. Se destacó por sus fotografías de guerra, moda, retratos y deportes.

## Biografía
Proveniente de una familia acomodada de Nueva York, Toni Frissell tuvo su primer acercamiento a la fotografía de la mano de su hermano, Varick Frissell, un productor de películas documentales. Aunque disfrutaba tomar fotografías, no estaba interesada en esa actividad como una profesión. Comenzó como escritora en la revista Vogue, redactando las oraciones breves que se utilizan como pie de foto. En pocos meses perdió su trabajo y su editora, Carmel Snow, le sugirió que tendría más éxito en la fotografía que en la escritura. Frissel comenzó su carrera como fotógrafa de modas a principios de la década de 1930. En pocos años, sus trabajos comenzaron a publicarse regularmente en Vogue y luego en su mayor competencia, la revista Harper's Bazaar.
En 1941 se ofreció como fotógrafa voluntaria de la Cruz Roja y del Women's Army Corps, la rama femenina del ejército estadounidense. Consiguió permiso militar para trasladarse a Europa y documentar el trabajo de enfermeras, soldados y civiles. Pese a las objeciones de su familia, viajó a Inglaterra, donde registró la labor de las enfermeras de la Cruz Roja. En 1945 cubrió las operaciones de un escuadrón de pilotos negros en Italia. Sus fotografías fueron utilizadas por el ejército, en campañas de propaganda destinadas a luchar contra los prejuicios que la sociedad estadounidense tenía sobre las mujeres y negros incorporados al ejército.
A su regreso de Europa, trabajó en Sports Illustrated aunque paulatinamente relegó la fotografía de modas en favor de los retratos y la fotografía de sociales.
Tuvo dos hijos: Sidney Bacon Stafford y Varick Bacon of Manhattan.
Falleció el 17 de abril de 1988, a los 81 años, víctima de la enfermedad de Alzheimer.

## Imágenes

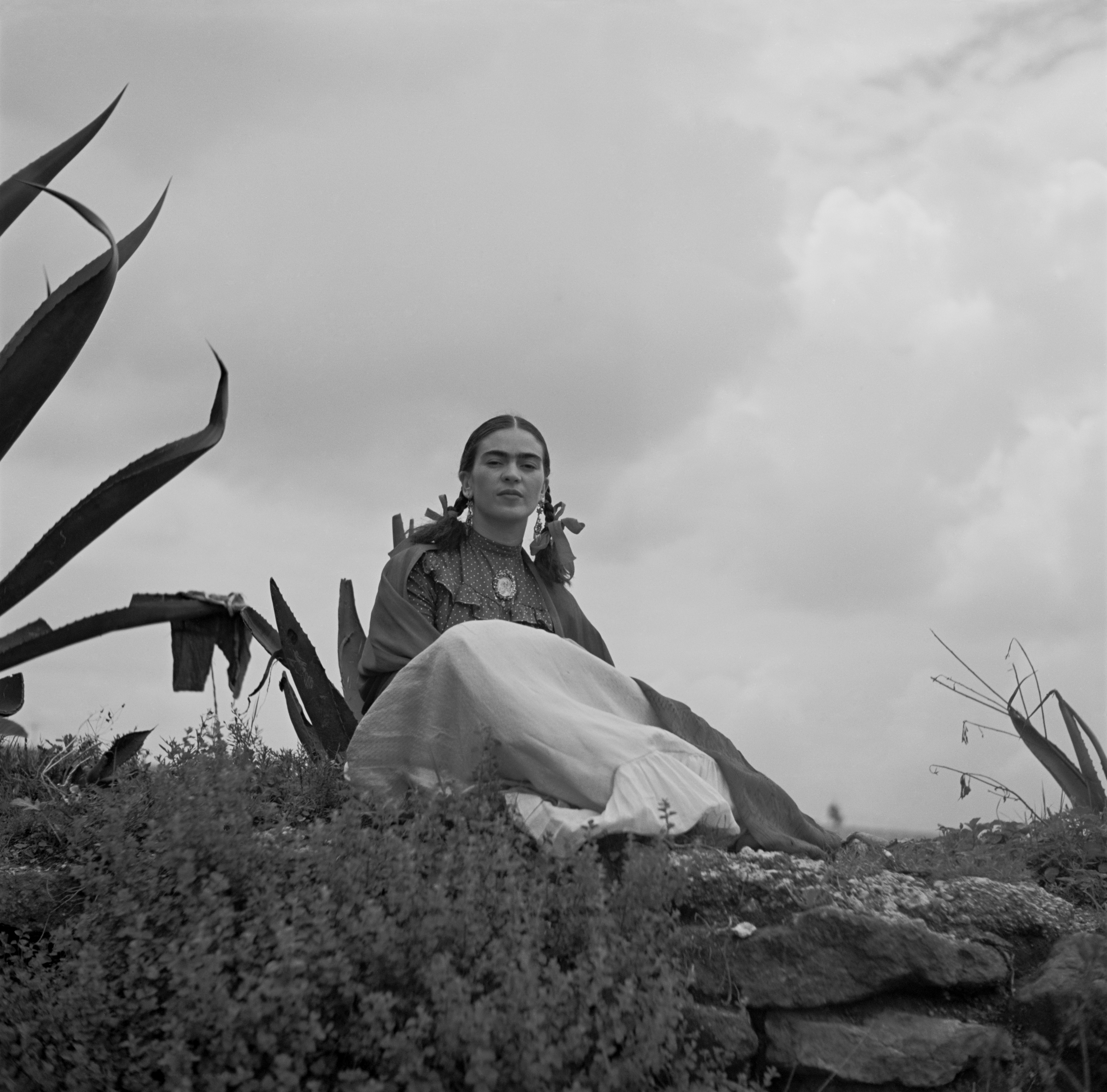
Frida Kahlo
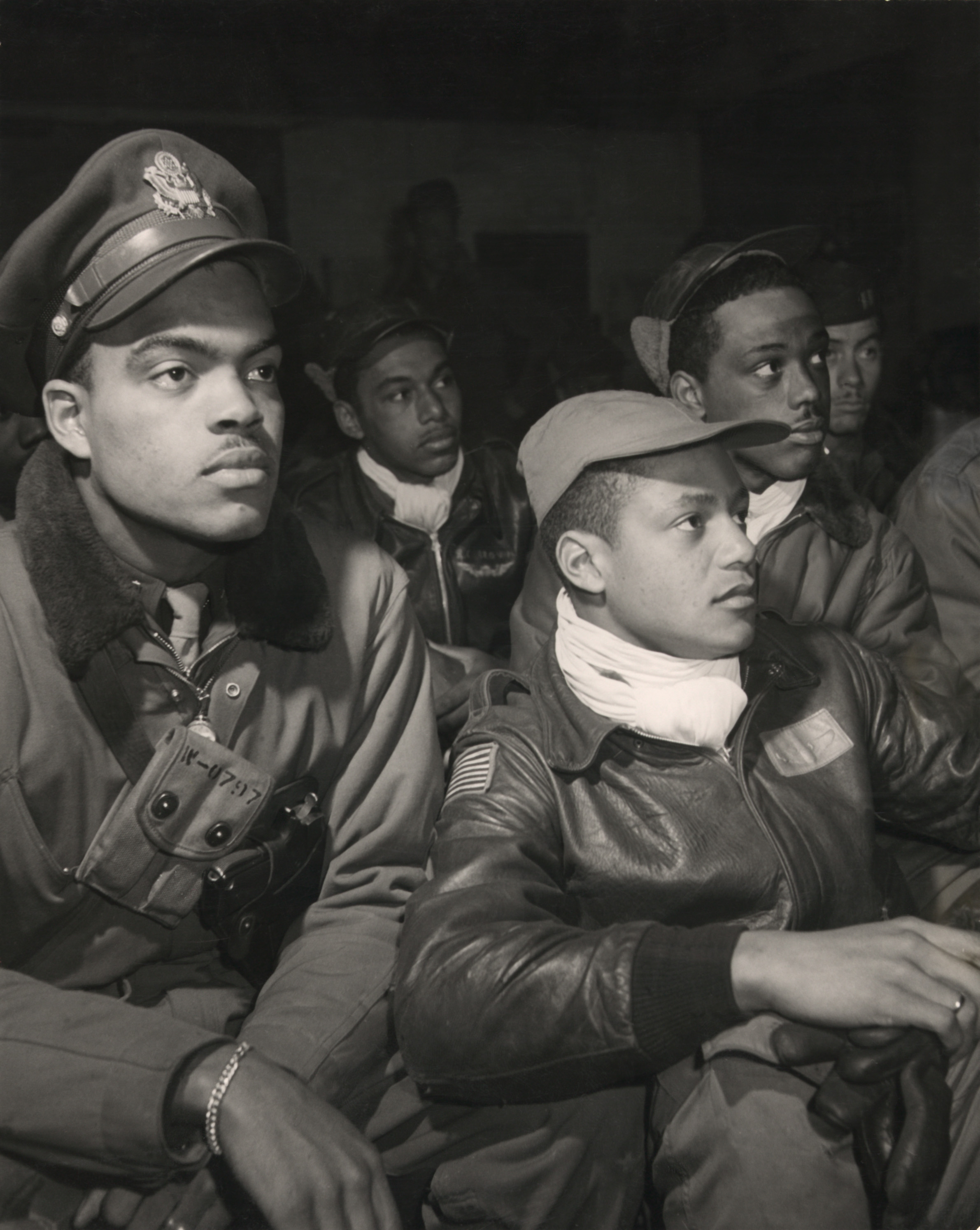
Miembros del 332º Grupo de Combate en Ramitelli (Italia), marzo de 1945.
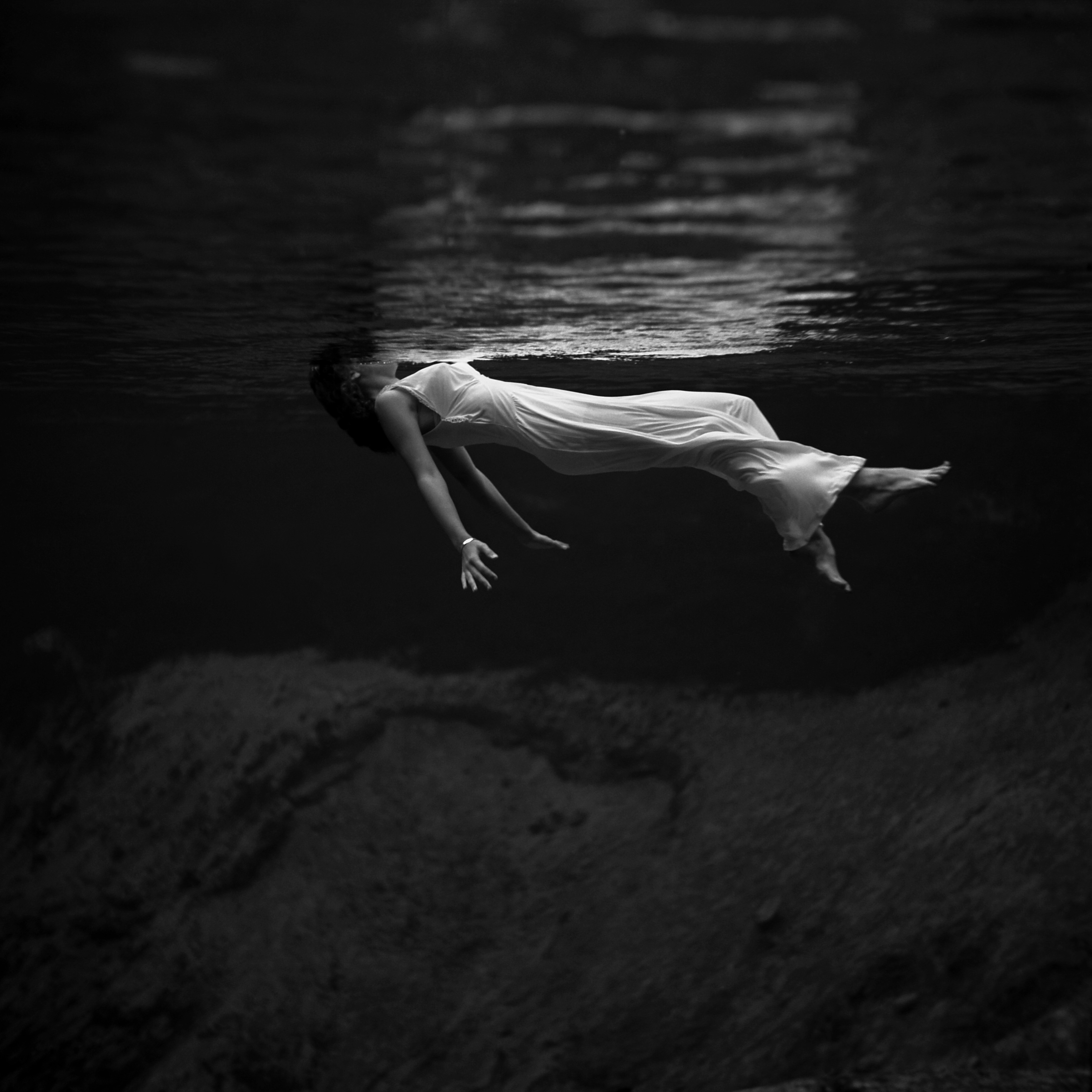
Weeki Wachee spring (1947).
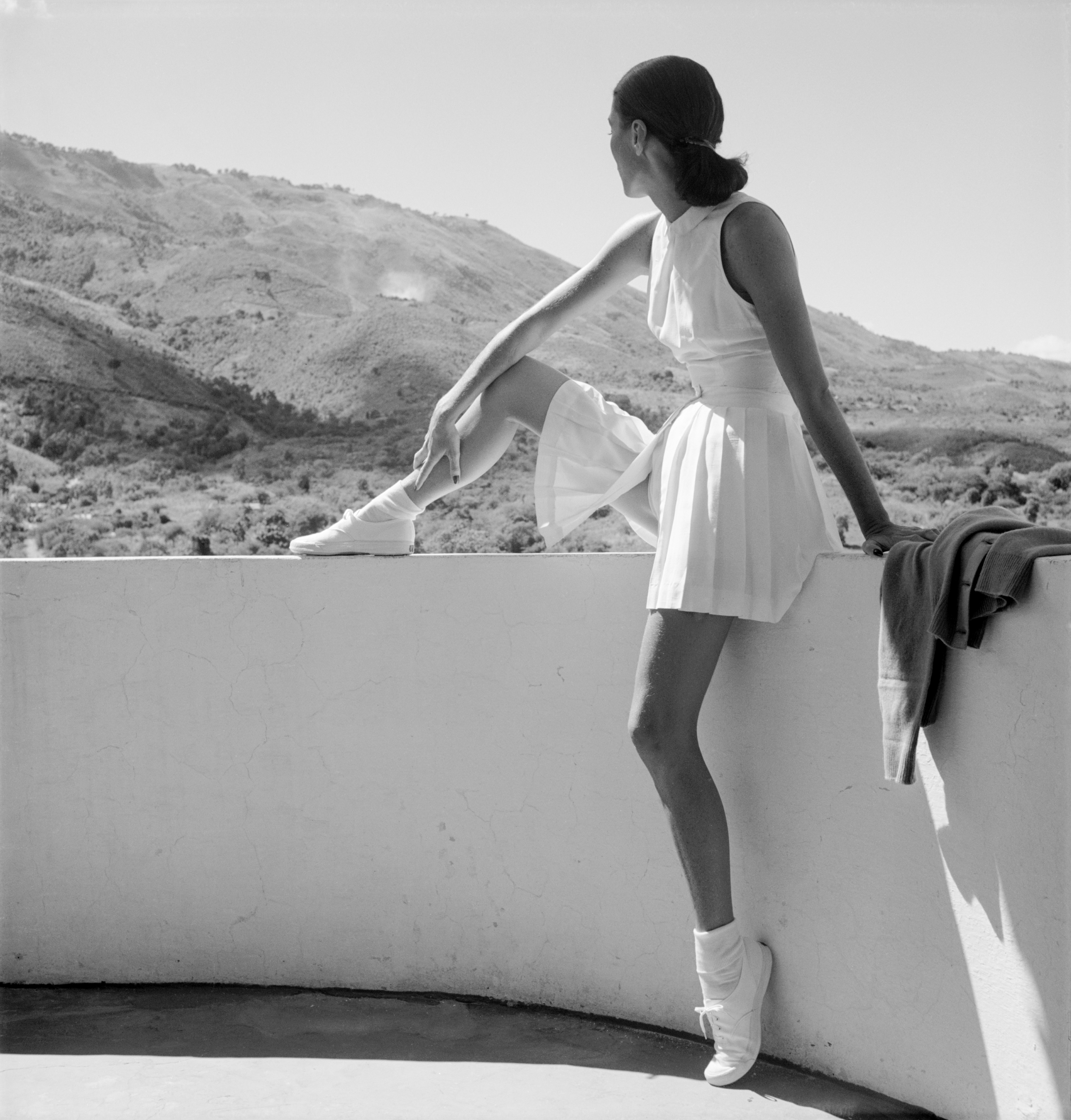
Vestido de tenis (1947).
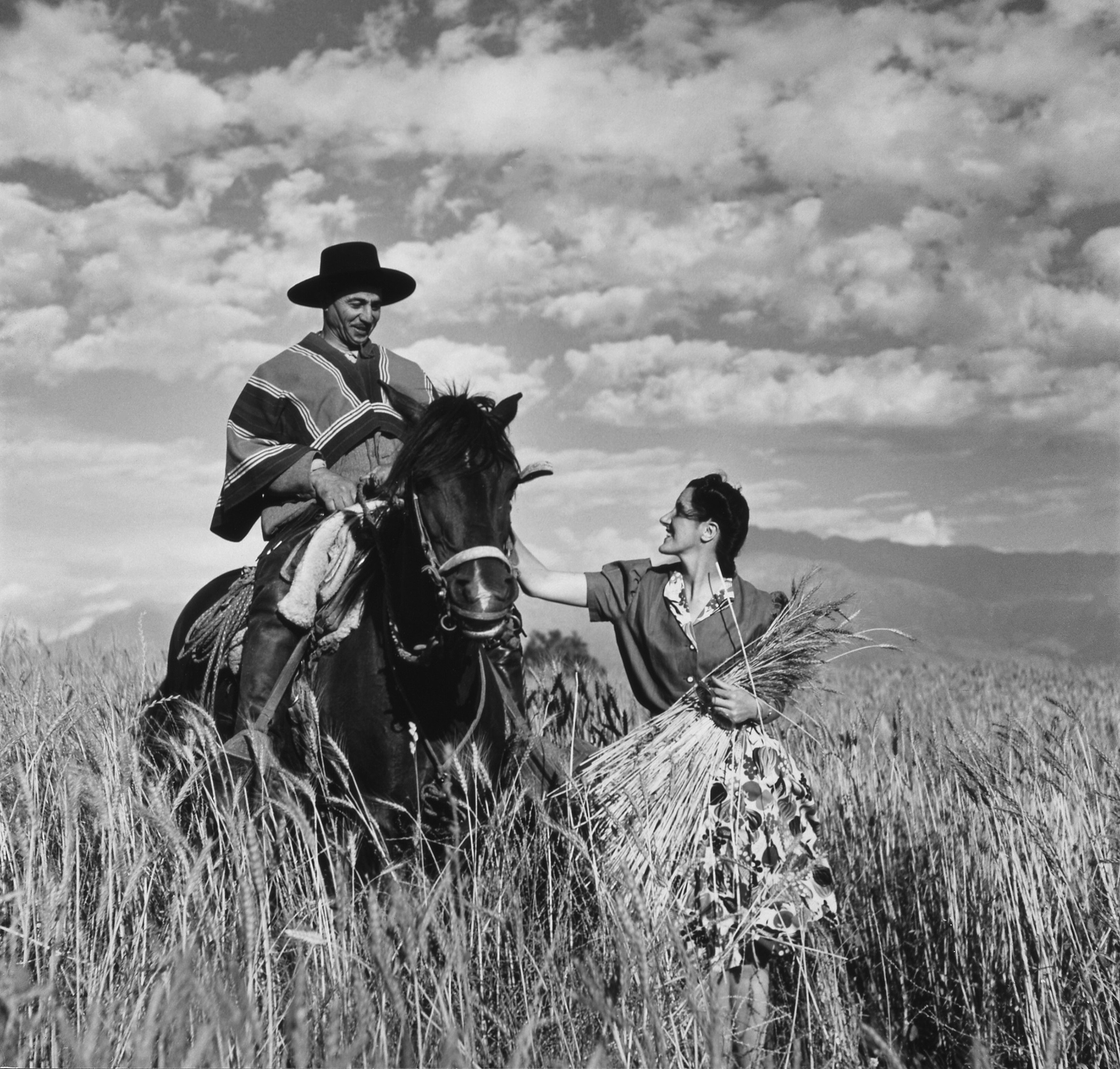
Señora Maria Vial de Prieto acaricia el caballo Pirque, en un campo de trigo en Chile (1940).
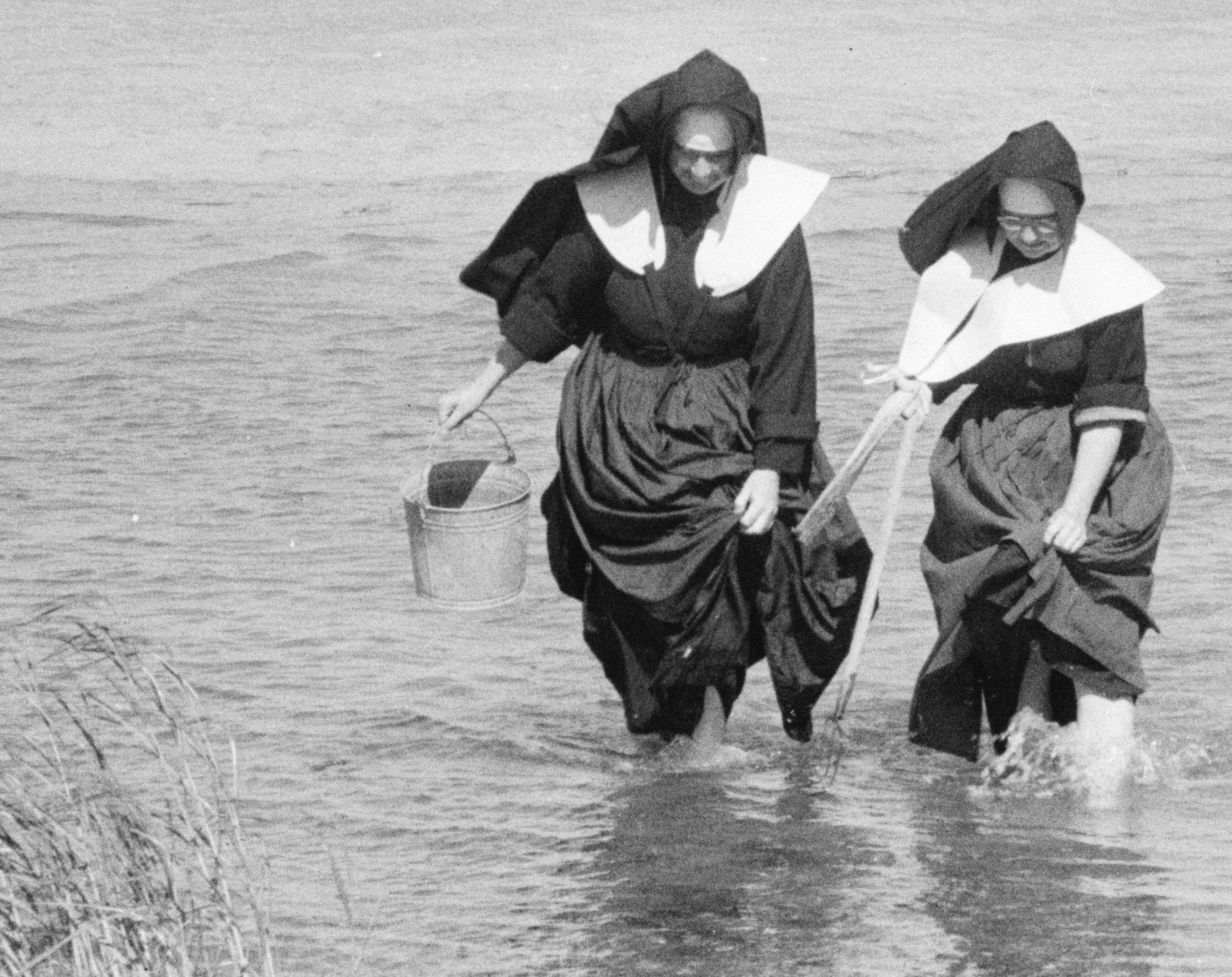
Monjas recolectando almejas en Long Island.
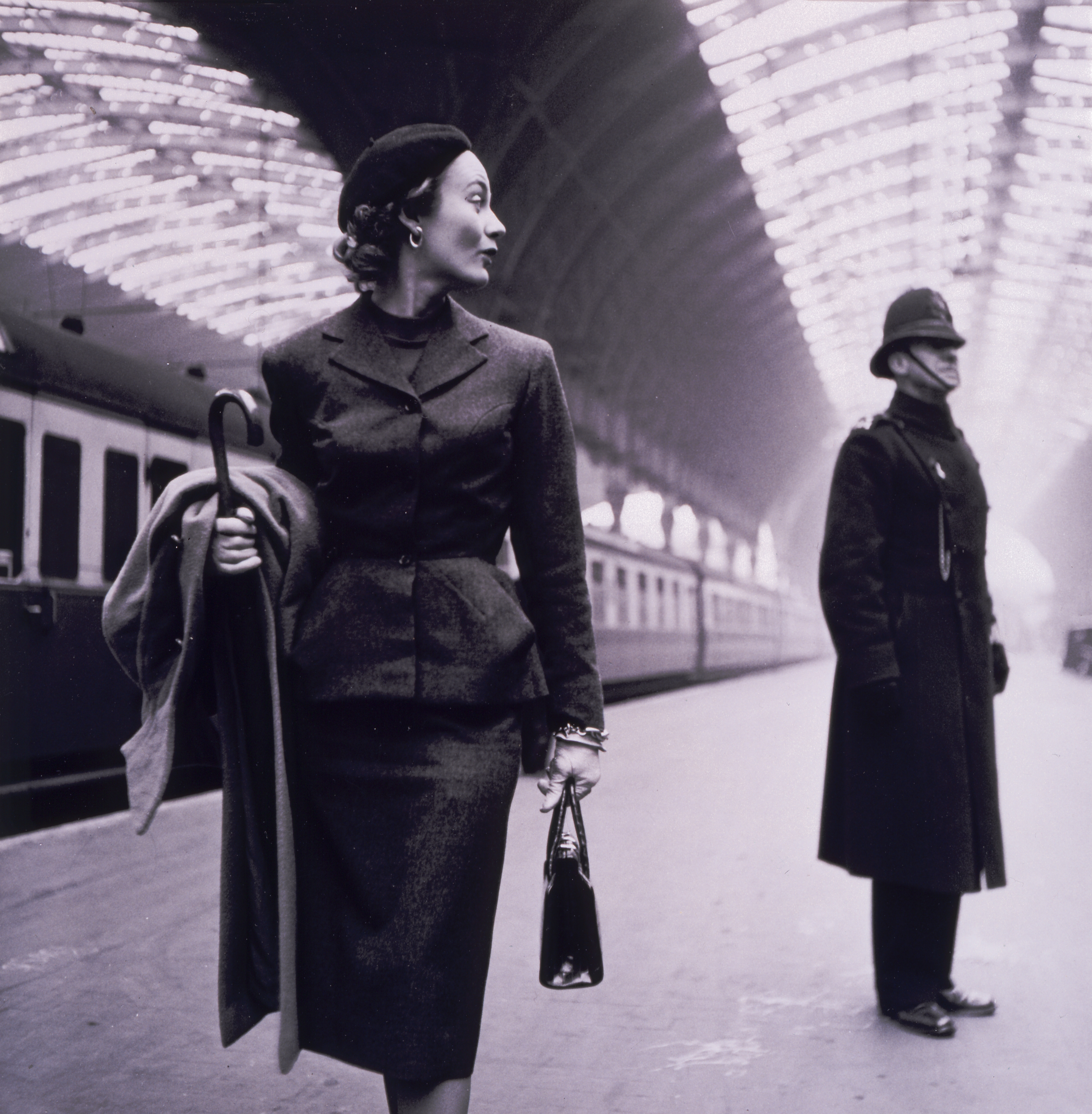
Fotografía de modas en la estación de Paddington (1951).